# Wilhelm IV av Jülich-Berg
Wilhelm IV av Jülich-Berg, född 1455, död 1511, var en tysk vasallfurste. Han var hertig av Jülich-Berg och greve av Ravensberg mellan 1475 och 1511. 